# Баскские процессы над ведьмами

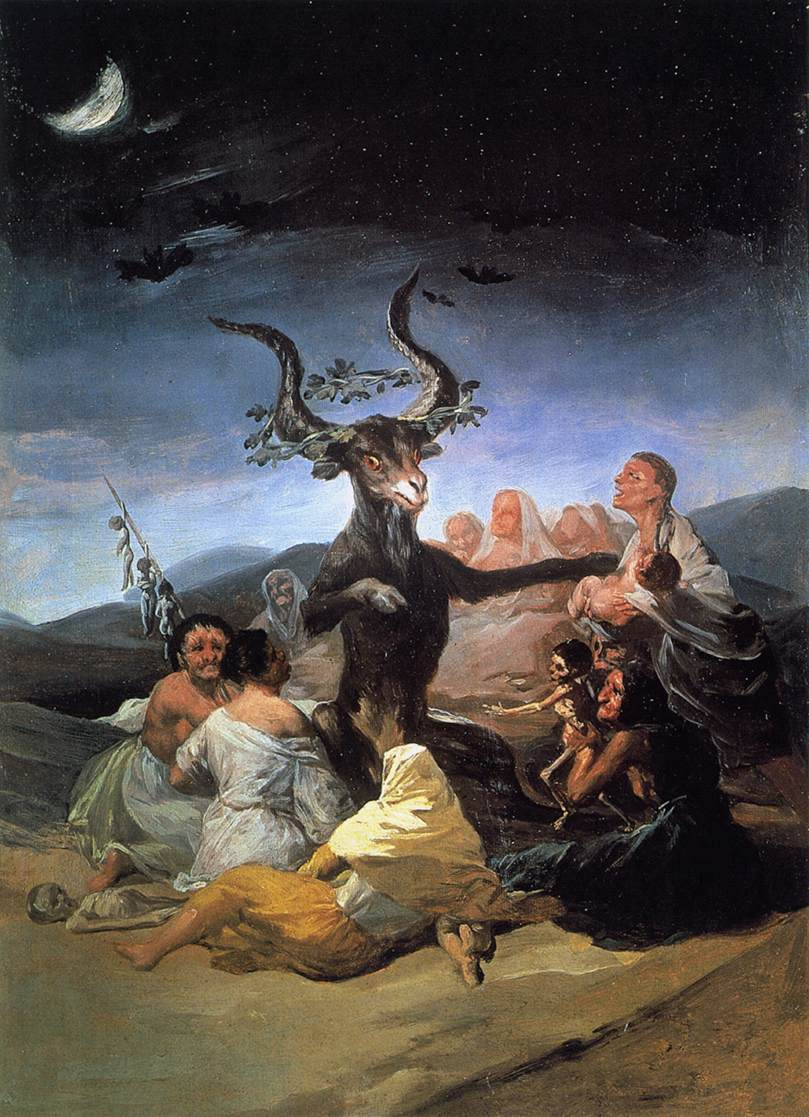
«Шабаш ведьм», картина Франсиско Гойи, 1798

Баскские процессы над ведьмами — единственная серьёзная попытка «искоренения колдовства», когда-либо предпринятая испанской инквизицией, которая, как правило, скептически относилась к обвинениям в колдовстве. Процесс над баскскими ведьмами начался в январе 1609 года в Логроньо, недалеко от Наварры и Страны Басков. На него оказали влияние аналогичные преследования, проведённые в соседнем Лабурдане (Франция) судьёй Пьером де Ланкром. Хотя число казнённых было незначительным по европейским меркам, этот процесс почти наверняка был уникальным событием такого рода в истории с точки зрения количества допрошенных обвиняемых — около 7000 человек.

## Процесс
Логроньо — не баскский город, тем не менее, организатором процесса стал трибунал инквизиции, ответственный за Королевство Наварра, Алаву, Гипускоа, Бискайю, Ла-Риоху и Сорию. Среди обвиняемых были не только женщины (хотя они преобладали), но и дети и мужчины, в том числе священники, обвинённые в исцелении амулетами с именами святых. Первая фаза процесса закончилась в 1610 году, с проведением аутодафе в отношении тридцати одного обвиняемого, пять или шесть из которых были сожжены на костре, а пять — «символически сожжены», поскольку умерли до аутодафе. Сведения о процессе привёл испанский историк инквизиции Хуан-Антонио Льоренте. По его словам, члены секты колдунов «называли своё собрание акеларре — гасконским словом, означающим Козлиный луг, потому что собрание происходило на лугу, где дьявол обыкновенно показывался им в виде этого животного».
Впоследствии судебные разбирательства были приостановлены до тех пор, пока инквизиторы не смогли собрать дополнительные доказательства «широкого распространения культа ведьм в регионе басков». Алонсо Салазар Фриас, младший инквизитор и юрист по образованию, был делегирован в регион для подробного изучения этого вопроса. Вооруженный «Указом благодати» с обещанием прощения всех, кто добровольно сообщит о своих грехах и выдаст своих сообщников, он путешествовал по сельской местности в течение 1611 года, главным образом в окрестностях Сугаррамурди, недалеко от нынешней франко-испанской границы, где местная пещера и ручей (Olabidea или Infernuko erreka, «Адский поток»), как говорили, являлись местом встреч ведьм.
Как обычно бывало в таких случаях, Фриас получил огромное количество доносов и, наконец, вернулся в Логроньо с «признаниями» от примерно 2000 человек, из которых 1344 были детьми в возрасте от семи до четырнадцати лет, и материалами на ещё 5000 человек. Большинство из 1802 обвиняемых отказались от своих признаний, указав на то, что они были сделаны под пытками. Собранные доказательства занимали 11 000 страниц. Только шесть человек из 1802 поддержали свои признания и заявили, что участвовали в шабаше.
В 1611 году в Хондаррибии, примерно в 35 км от Сугаррамурди и в 19 км от Сен-Жан-де-Люз, главных «центров колдовства», также начался процесс против женщин-ведьм, обвиняемых в поклонении дьяволу.

## Скептицизм
Вера в ведьм в Испании в действительности была весьма низкой. Ещё со времен господства вестготов вера в сверхъестественное — ведьм, предсказателей, оракулов — считалась преступлением и ересью сама по себе. Вера в колдовство сохранялась только в самых северных горных районах Галисии и Страны Басков.
Испанская инквизиция была более склонна преследовать протестантов, конверсо (крещёных потомков евреев и мавров), а также тех, кто незаконно переправлял в Испанию запрещённые книги. Ещё в 1538 году Совет инквизиции предупредил судей не верить всему, что они читали в Malleus Maleficarum, а в марте 1610 года архиепископ Памплоны Антонио Венега де Фигероа отправил письмо инквизиции, в котором утверждал, что охота на ведьм была основана «на лжи и самообмане». Салазар, самый молодой судья в тройке инквизиторов, тоже скептически относился к процессу, заявив, что не нашел существенных доказательств колдовства в своих поисках, несмотря на многочисленные признания обвиняемых. Более того, он поставил под сомнение всю базу процесса. Из-за этих разногласий процесс должен был быть передан Генералу-инквизитору в Мадриде. Старшие судьи, Алонсо Бесерра-и-Олкин и Хуан дель Валье Альварадо, дошли до того, что обвинили своего коллегу в том, что он «находится в союзе с дьяволом».
Генерал-инквизитор, по-видимому, поделился своим мнением о том, что признаний самих по себе недостаточно. В августе 1614 года руководство инквизиции постановило, что все судебные процессы, ожидающие рассмотрения в Логроньо, должны быть прекращены, а также выпустило новые, более строгие правила доказывания, которые привели к тому, что в Испании сожжение ведьм прекратилось задолго до протестантского Севера.

## Обсуждение
Обстоятельства, предшествующие началу процесса, неизвестны. В более широком контексте религиозных преследований и конфликтов во всей Европе католическая церковь была нацелена на подавление старых народных обычаев, которые могли противоречить официальной религиозной практике.
В Стране басков, учитывая этническую замкнутость населения, нашли убежище полуязыческие верования, угрожавшие авторитету и власти католической церкви, важную роль играли повитухи и травники. Из-за этого шабаши могли иметь место в виде тайных собраний, на которых присутствовавшие ели, пили, разговаривали и танцевали, иногда всю ночь в лесу или в пещерах, время от времени потребляя галлюциногенные травы и мази.

## Память

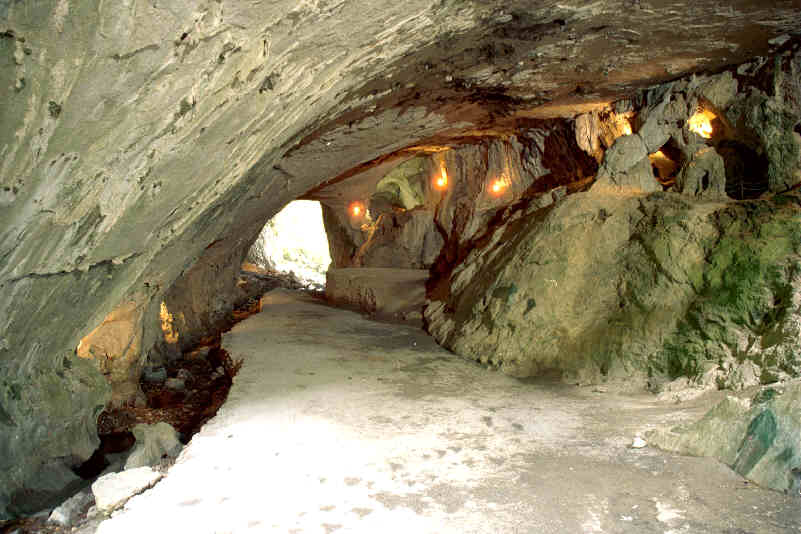
«Пещера ведьм» около Сугаррамурди.

Сообщалось, что ведьмы деревни Сугаррамурди встречались на лугу Акеларре (по-баскски «козлиный луг»). Даже сегодня «aquelarre» на испанском обозначает ведьмин шабаш. В Сугаррамурди существует Музей колдовства, освещающий события начала XVII века.
В Пещере ведьм в Сугаррамурди ежегодно проходит празднование дня летнего солнцестояния 23 июня.
В 1984 году был снят фильм «Шабаш» режиссёра Педро Олеа о процессе XVII века.
В 2013 году образ баскских ведьм нашёл отражение в комедийном фильме ужасов «Ведьмы из Сугаррамурди» режиссёра Алекса де ла Иглесии.